# エバーラスティング 時をさまようタック
『エバーラスティング 時をさまようタック』（原題：Tuck Everlasting）は2002年製作のアメリカ合衆国の映画。児童作家ナタリー・バビットの小説『時をさまようタック』（1975年）の映画化作品。日本では劇場未公開だが、2003年9月18日にビデオが発売され、同年11月19日にDVDが発売された。

## ストーリー
1914年、地方の資産家の一人娘ウィニーは、母親の言いつけで寄宿学校へ入ることに反発して家出し、森に迷い込む。彼女は森の奥で、泉の湧き出る大木の下にたたずむ若者ジェシーと出会い、森に暮らす彼の家族、タック一家と一緒に暮らし始める。
ウィニーは森の大自然に触れる歓びをはじめて体験し、やがてジェシーと恋に落ちてしまう。彼女はジェシーから、彼の家族が森に隠れ住む理由を聞く。タック一家は100年以上前に、ウィニーがジェシーと出会った場所にあった泉の水を飲んで、不老不死の永遠の命を得ていたのだった。しかし、一家の不死の秘密をあばこうとする者が彼らを捜し始め、一家は森を去ることを決断する。
ウィニーは泉の水を飲んでジェシーやその家族と一緒に時のない人生を共に「生きる」か、彼の許を去って普通の人生に戻るか、どちらかを選ばなければならなくなる。

## キャスト
| 役名                                  | 俳優                   | 日本語吹替 |
| ------------------------------------- | ---------------------- | ---------- |
| ウィニフレッド・フォスター / ウィニー | アレクシス・ブレデル   | 南里侑香   |
| ジェシー・タック                      | ジョナサン・ジャクソン | 川島得愛   |
| アンガス・タック                      | ウィリアム・ハート     | 菅生隆之   |
| メイ・タック                          | シシー・スペイセク     | 立石凉子   |
| マイルズ・タック                      | スコット・ベアストウ   | 竹若拓磨   |
| 黄色い背広の男                        | ベン・キングズレー     | 勝部演之   |
| フォスター夫人 / ウィニーの母         | エイミー・アーヴィング | 佐藤しのぶ |
| ロバート・フォスター / ウィニーの父   | ヴィクター・ガーバー   | 池田勝     |

- その他の日本語吹き替え：萩尾みどり／石井隆夫／根本泰彦／川本克彦／入江崇史／小池浩司／小野大輔／飯島肇／戸部順子／きっかわ佳代／葛谷知花／古屋道秋